# Pierre Deligne

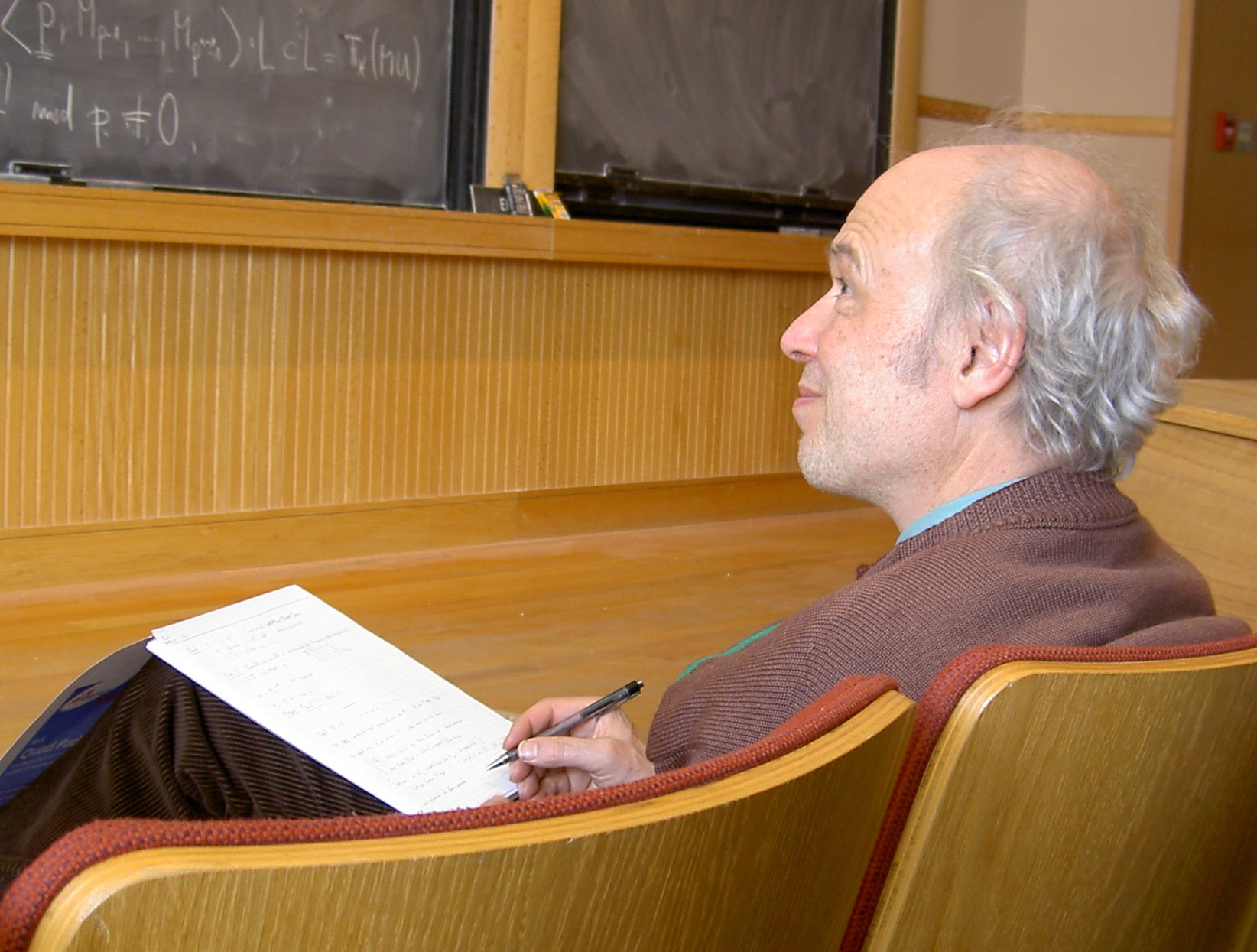
Pierre Deligne, März 2005

Pierre René Vicomte Deligne (* 3. Oktober 1944 in Etterbeek, Region Brüssel-Hauptstadt) ist ein belgischer Mathematiker. Berühmt wurde er durch seinen vollständigen Beweis der Weil-Vermutungen.

## Leben
Deligne besuchte schon als Gymnasiast (auf dem ihm mit 14 Jahren ein Mathematiklehrer die Mengenlehre von Nicolas Bourbaki zur Lektüre gab) mit sechzehn Jahren Mathematikkurse an der Université Libre de Bruxelles unter anderem bei Jacques Tits. Er war danach an der Université Libre de Bruxelles, verbrachte aber einen großen Teil seines vierjährigen Studiums in Paris, wo er dem Rat von Tits folgend am Institut des Hautes Études Scientifiques (IHES) am Seminar von Alexander Grothendieck teilnahm und am Collège de France die Vorlesungen von Jean-Pierre Serre besuchte. Zu den Prüfungen kehrte er jeweils nach Brüssel zurück und verbrachte nach dem Studium 1966 seinen Wehrdienst bei Bonn (wobei er auch die Mathematische Arbeitstagung in Bonn besuchte, ansonsten aber wenig dazu kam Mathematik zu betreiben). Danach war er wieder am IHES bei Grothendieck, der ihn zur Ausarbeitung seiner Seminarvorträge vergangener Jahre heranzog. 1968 promovierte er in Brüssel bei Grothendieck (Théorème de Lefschetz et critères de dégénérescence de suites spectrales). Er blieb am IHES und wurde dort 1970 Professor und ständiges Mitglied. Neben Grothendieck arbeitete er auch mit Serre zusammen (über l-adische Darstellung von Modulformen und Funktionalgleichungen von L-Funktionen) und mit David Mumford. Nachdem er mehrfach Gastprofessor am Institute for Advanced Study war (1972/73, 1976/77, 1981/2), war er dort ab 1984 ständiges Mitglied. 2008 wurde er emeritiert.
In seine Zeit beim IHES fiel auch sein Beweis der Weil-Vermutungen (speziell des Analogons der Riemann-Vermutung für algebraische Varietäten über endlichen Körpern) und der Beweis der Ramanujan-Petersson-Vermutung aus der Theorie der Modulformen, die er auf die Weil-Vermutungen zurückführte. Wesentlich für den Beweis der Riemann-Vermutung in den Weil-Vermutungen war die Beschäftigung mit Modulformen, zu denen er über die Vorlesungen von Jean-Pierre Serre geführt wurde, der ihn auch 1969 zu seinem ersten Vortrag im Séminaire Nicolas Bourbaki über die Theorie von Gorō Shimura anregte. Im Rahmen des Grothendieckschen Forschungsprogramms arbeitete er an Fragen der Hodge-Theorie (Mixed Hodge Theory), Kategorientheorie und der Theorie der Motive (von ihm stammt das Konzept der gemischten Motive). Er beschäftigte sich später auch mit der Monodromie von linearen Differentialgleichungen, der Darstellungstheorie endlicher Gruppen, Grassmann-Varietäten und der Deformations-Quantisierung. 1980 gab er einen Beweis (Weil II) einer noch viel allgemeineren Version der Riemannschen Vermutung für Varietäten über endlichen Körpern.
Mit Alexander Beilinson, Joseph Bernstein, Ofer Gabber führte er Anfang der 1980er Jahre perverse sheaves ein und bewies das Decomposition Theorem und andere Eigenschaften für spezielle perverse Garben. Diese bis Anfang der 1980er Jahre bewiesenen Sätze wurden als wesentlicher Fortschritt mit vielen Anwendungen angesehen.
1974 hielt er einen Plenarvortrag auf dem Internationalen Mathematikerkongress (ICM) in Vancouver (Poids dans la cohomologie des varietes algebriques), und 1970 war er Invited Speaker auf dem ICM in Nizza (Theorie de Hodges I).
Er ist seit 1980 mit Elena Alexeeva (Tochter des russischen Mathematikers V. M. Alexeev) verheiratet und hat zwei Kinder. Er war Anfang der 1970er Jahre erstmals in Moskau (zu einem Bankett zum 80. Geburtstag Winogradows), besuchte dort die Seminare von Israel Gelfand und Yuri Manin und kehrte regelmäßig dorthin zurück. Er unterstützte nach der Wende die Unabhängige Universität Moskau (ein Mathematikwettbewerb ist dort nach ihm benannt).

## Auszeichnungen
Für sein Werk hat Deligne zahlreiche Preise bekommen. 1974 erhielt er den Francois Deruyts Preis der Belgischen Akademie der Wissenschaften und im selben Jahr die nach Henri Poincaré benannte Poincaré-Medaille der Französischen Akademie der Wissenschaften. Des Weiteren erhielt er 1978 die Fields-Medaille, 1988 den Crafoord-Preis (mit Grothendieck), 2004 den Balzan-Preis und 2008 den Wolf-Preis (gemeinsam mit Phillip Griffiths und David Mumford). Er ist Mitglied der Französischen Akademie der Wissenschaften, der Accademia dei Lincei, der Königlichen Belgischen Akademie der Wissenschaften, der Königlich Schwedischen Akademie der Wissenschaften, der National Academy of Sciences, der American Philosophical Society, der American Academy of Arts and Sciences und der Russischen Akademie der Wissenschaften. 2003 wurde er Ehrenmitglied der London Mathematical Society für seine monumentalen Beiträge zur algebraischen Geometrie. Im Jahr 2013 erhielt er den Abel-Preis.
Deligne ist auf einer Briefmarke zu sehen, die 2007 in Belgien erschien.

## Schriften (Auswahl)
- mit David Mumford: The irreducibility of the space of curves of given genus. In: Institut des Hautes Etudes Scientifiques. Publications Mathématiques. Band 36, 1969, S. 75–109, (online).
- Équations différentielles à points singuliers réguliers (= Lecture Notes in Mathematics. 163). Springer, Berlin u. a. 1970, ISBN 3-540-05190-2.
- Théorie de Hodge.
  - I in: Actes du Congrès International des Mathématiciens 1970. (1–10 septembre 1970, Nice, France). Band 1: Documents, Médailles fields, Conférences générales (G), Logique (A), Algèbre (B). Gauthier-Villars, Paris 1971, S. 425–430, (online);
  - II in: Institut des Hautes Etudes Scientifiques. Publications Mathématiques. Band 40, 1971, S. 5–57, (online);
  - III in: Institut des Hautes Etudes Scientifiques. Publications Mathématiques. Band 44, 1974, S. 5–77, (online).
- Les immeubles des groupes de tresses généralisés. In: Inventiones Mathematicae. Band 17, Nr. 4, 1972, S. 273–302.
- mit Michael Rapoport: Les schémas de modules de courbes elliptiques. In: Pierre Deligne, Willem Kuyk (Hrsg.): Modular functions of one variable II. Proceedings International Summer School, University of Antwerp, RUCA, July 17 – August 3, 1972 (= Lecture Notes in Mathematics. 349). ISBN 3-540-06558-X, S. 143–316.
- La conjecture de Weil.
  - I in: Institut des Hautes Etudes Scientifiques. Publications Mathématiques. Band 43, 1974, S. 273–307, (online);
  - II in: Institut des Hautes Etudes Scientifiques. Publications Mathématiques. Band 52, 1980, S. 137–252, (online).
- mit Phillip Griffiths, John Morgan, Dennis Sullivan: Real homotopy theory of Kähler manifolds. In: Inventiones Mathematicae. Band 29, Nr. 3, 1975, S. 245–274.
- mit George Lusztig: Representations of reductive groups over finite fields. In: Annals of Mathematics. Serie 2, Band 103, Nr. 1, 1976, S. 103–161, doi:10.2307/1971021.
- mit Alexander Beilinson, Joseph Bernstein: Faisceaux pervers. In: Analyse et topologie sur les espaces singuliers. CIRM, 6–10 juillet 1981. (= Astérisque. 100). Band 1. Société Mathématique de France, Paris 1982, S. 5–171.
- Le groupe fondamental de la droite projective moins trois points. In: Yasutaka Ihara, Kenneth Ribet, Jean-Pierre Serre (Hrsg.): Galois groups over {\displaystyle \mathbb {Q} }. Proceedings of a Workshop held March 23–27, 1987 (=  Mathematical Sciences Research Institute Publications. 16). Springer, New York NY 1989, S. 79–297, (Digitalisat).
- Catégories tannakiennes. In: Pierre Cartier, Luc Illusie, Nicholas M. Katz, Gérard Laumon, Yuri I. Manin, Kenneth A. Ribet (Hrsg.): The Grothendieck Festschrift. A Collection of Articles Written in Honor of the 60th Birthday of Alexander Grothendieck. Band 2. (= Progress in Mathematics. 87). Birkhäuser, Boston MA u. a. 1990, ISBN 0-8176-3428-2, S. 111–195.
- Quelques idées maîtresses de l'œuvre de A. Grothendieck. In: Michèle Audin (Hrsg.): Matériaux pour l’histoire des mathématiques au XXe siècle. Actes du colloque à la mémoire de Jean Dieudonné (Nice 1996) (= Collection S M F. Séminaires et congrès. 3). Société Mathématique de France, Paris 1998, ISBN 2-85629-065-5, S. 11–19.